# T세포
T세포(T細胞, 영어: T cell) 또는 T림프구( 따서 T세포라는 이름이 붙었다. 전체 림프구 중 약 4분의 3이 T세포이다.

## 종류
T세포는 아직 항원을 만나지 못한 미접촉 T세포와, 항원을 만나 성숙한 효과 T세포(보조 T세포, 세포독성 T세포, 자연살상 T세포), 그리고 기억 T세포로 분류된다.

### 일반적인 적응면역 T세포

#### 미접촉 T세포
미접촉 T세포(naive T cell)는 분화와 성숙을 거쳤지만 아직 말초에서 항원을 만나지 못한 T세포이다. 항원전달세포에 제시된 아직 인지되지 않은 MHC:항원 복합체를 만나면 T세포 항원 수용체 신호 전달 과정(T-cell receptor signaling pathway)을 통해 항원을 인식하고 효과 T세포로 활성화되어 적응 면역이 시작된다. 표면에는 세포 접착 분자(cell adhesion molecule)인 L-셀렉틴(CD62L)이 존재하는 반면, 효과 T세포의 특징인 CD25, CD44, CD69와 기억 T세포의 특징인 CD45 등은 거의 존재하지 않는다.

#### 보조 T세포
도움 T세포(helper T cell, 또는 Th cell)는 효과 T세포 중 다른 백혈구들의 분화 및 활성화를 조절함으로써 체액성 면역을 촉진하는 세포를 말한다. 세포 표면에 CD4 단백질을 가지고 있다는 특징 때문에 CD4 T세포라고도 한다. 보조 T세포는 세부 기능에 따라 다시 Th1, Th2, Th17, Treg 등으로 분류된다. Th1 세포는 인터페론 감마(interferon-gamma, IFN-γ)과 종양괴사인자 베타(tumor necrosis factor beta, TNF-β)를 분비함으로써 대식세포의 내부에서 엔도솜과 리소좀이 융합하여 엔도리소좀을 형성하도록 유도한다. 한편 Th2 세포는 여러 종류의 인터루킨(interleukin, IL)을 분비하여 B 세포가 형질 세포로 분화하도록 한다. Th17 세포는 인터루킨-17(IL-17)을 분비하여 호중성백혈구를 모이게 한다. 조절 T세포라고도 부르는 Treg 세포는 면역 반응을 촉진하는 것이 아니라 오히려 억제함으로써 면역의 항상성을 유지하며 자가면역반응 등을 차단한다.

#### 세포독성 T세포
세포독성 T세포(cytotoxic T)는 그랜자임(granzyme)이나 퍼포린(perforin)과 같은 세포독성물질을 분비하여 바이러스에 감염된 세포나 종양 세포 등을 죽이는 세포이다. 세포 표면에 CD8 단백질을 가지고 있기 때문에 CD8 T세포라고도 한다. 보조 T세포와는 반대로 세포성 면역을 매개하여 바이러스 및 암세포를 제거한다.

#### 기억 T세포
기억 T세포는 항원을 인지한 T세포가 분화 및 선별 과정을 거친 뒤 장기간 생존하고 있다가 나중에 항원이 재차 침입하였을 때 빠르게 활성화되어 효과 T세포의 기능을 할 수 있는 잠재적 능력을 가진 세포를 말한다. 미접촉 T세포가 항원을 만나 활성화 된 상태의 세포, 또는 효과 T세포가 인터루킨-7(IL-7)과 인터루킨-15(IL-15)의 영향을 받아 장기 생존가능한 기억 T세포로 분화하게 된다.

### 선천면역에 관여하는 T세포

#### 자연살상 T세포
자연살상 T세포(NKT세포)는 보조 T세포 및 세포독성 T세포에 비해 적은 비율로 분포하는 효과 T세포의 하나로, 표면에 T세포와 같은 T세포 항원수용체(T cell receptor, TCR)를 가지고 있으나, NK1.1과 같은 자연 살세포 특이적 분자도 가지고 있다. 자연살상 T세포는 감마인터페론, 인터루킨-4(IL-4), 인터루킨-10(IL-10) 등을 분비하여 면역 반응을 조절하는 역할을 한다.

#### γδ T세포
감마 델타 T세포는 다른 T세포들의 T세포 수용체(TCR)가 αβ인 것과 다르게 γδ TCR을 발현하는 T세포 유형이다.

## 분화 및 성숙
모든 혈구는 골수에 존재하는 조혈모세포에서 유래한다. 조혈모세포는 다능선조세포, 초기 림프계 선조세포, 초기 T세포계 선조세포로 분화한다. 선조세포는 가슴샘으로 이동하여 성숙한 T세포로 분화된다.

## 활성화

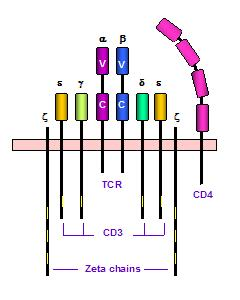
보조 T세포의 항원 수용체와 보조 단백질들

T세포의 활성화는 미접촉 T세포가 MHC:항원 복합체를 만나면서 이루어진다. 미접촉 T세포의 T세포 항원 수용체가 MHC:항원 복합체와 결합하게 되면 T세포의 CD45 단백질이 세포 내부의 Fyn 단백질을 탈인산화한다. 탈인산화되어 활성화된 Fyn은 T세포 항원 수용체의 보조 단백질 사슬인 CD3 감마(γ), 델타(δ), 엡실론(ε) 및 제타(ζ) 사슬의 아이탬(ITAM, Immunoreceptor Tyrosine-based Activation Motif)을 인산화한다. 아이탬이 인산화된 CD3 단백질의 제타 사슬에는 ZAP-70 단백질이 부착할 수 있게 되는데, 그 덕분에 T세포의 보조 수용체인 CD4 또는 CD8 단백질에 부착되어 있는 Lck 단백질이 ZAP-70 단백질을 인산화할 수 있게 된다. Lck 단백질에 의해 인산화되어 활성을 띠게 된 ZAP-70 단백질은 LAT 단백질과 SLP-76 단백질을 인산화하여 NFκB, AP-1 및 NFAT 등의 전사 인자를 활성화하는 신호 반응을 촉발시킨다. NFκB, AP-1 및 NFAT와 같은 전사 인자들은 인터루킨-2(IL-2)의 발현을 촉진함으로써 T세포가 분열 및 분화할 수 있게 한다.

## 같이 보기
- 적응 면역
- 체액성 면역
- 세포성 면역
- B세포
- 백혈구
- MHC